# Pere Vinyoles i Vivet
Pere Vinyoles i Vivet (Vic, 22 de novembre 1901 - Sant Quirze de Besora, 23 de desembre de 1989), fou un periodista i escriptor. Abans de la guerra civil treballà a les redaccions del Diari de Vic i El Matí i, després d'aquesta, col·laborà amb el Diario de Barcelona, La Vanguardia i Tele/Estel. Alguns dels seus articles els signà amb el pseudònim "Fernando de Ter". Col·laborà, l'abril de 1952, en l'únic número que pogué aparèixer de la revista en català Aplec. Fou soci fundador del Patronat d'Estudis Osonencs i publicà diversos articles a la seva revista Ausa.